# Cratere Lennon
Lennon  è un cratere sulla superficie di Mercurio.